# Peter Jacob Hjelm
Peter Jacob Hjelm, född 2 oktober 1746 i Sunnerbo härad, död 7 oktober 1813 i Stockholm, var en svensk kemist.
Petter Jakobs Hjelms föräldrar var kyrkoherden i Göteryd, Växjö stift, Erik Hjelm och Cecilia Gistrén. Han blev 1763 student vid Uppsala universitet och 1774 auskultant i Bergskollegium. 
På uppdrag av Carl Wilhelm Scheele 1781 reducerade han molybdenjorden och upptäckte på detta sätt grundämnet molybden. Han studerade även metallen mangan, som upptäckts 1774 av Johan Gottlieb Gahn. År 1782 blev han proberare vid Kungliga Myntverket, 1784 ledamot av  Vetenskapsakademien samt 1794 myntguardien och föreståndare vid Bergskollegiums kemiska laboratorium, där han stannade till sin död.
Hjelm författade flera uppsatser i kemi, bergsvetenskap, metallurgi med mera. Han lämnade också efter sig en geologisk beskrivning över Dalarnas porfyrbildningar.